# Omer Vrioni
Omer Vrioni var en osmansk militär och en ledande person för det Osmanska riket i det Grekiska frihetskriget.

## Biografi
Omer föddes i byn Vrioni nära Berat och kom från Vrioni familjen, en av Albaniens största landägare. Omer fick sin militära utbildning av Ali Pascha av Tepelena. Han tjänstgjorde med osmanerna i kriget mot Napoleon i Egypten 1798-1799. Han återvände därefter till Ali Pascha av Tepelena, där han 1820 startade ett uppror mot Osmanska riket. Han hade som uppgift att försvara östra Ioánnina med en arme på 15 000 man men efter att ha lagt märke till osmanernas framsteg ingick han ett avtal med den osmanska befälhavaren Ismail Pascha om att ge staden och få Berat regionen för sig själv. 

### Grekiska frihetskriget
1821 skickades han till Grekland med en armé på 8 000 man med uppgift att undertrycka den Grekiska frihetskriget. Den 24 april 1821 besegrade han grekerna i slaget vid Alamana och hade deras befälhavare Athanasios Diakos mördad. 8 maj samma år var han nu tvungen att retirera efter hårt motstånd i Slaget vid Gravia. Våren 1822 efter att Ali Pascha av Tepelena hade dött, deltog han i kriget mot Sulioterna varav han fick leda de osmanska militära expeditionerna i södra Albanien och västra Grekland. Efter att ha besegrat Alexandros Mavrokordatos den 16 juli 1822, och sulioterna två månader senare, belägrade han tillsammans med Reshid Mehmet Pascha staden Messolonghi i två månader men misslyckades och var nu tvungen att retirera till Preveza. Han försökte igen ett år senare men misslyckades igen.
Under den Rysk-turkiska kriget (1828–1829), ledde han en armé på 20 000 i ett misslyckat försök att befria staden Varna.